# راشد الدوسری
راشد الدوسری (انگلیسی: Rashid Al-Dosari؛ زادهٔ ۲۴ مارس ۱۹۸۰) بازیکن فوتبال اهل بحرین بود.
از باشگاه‌هایی که در آن بازی کرده‌است می‌توان به باشگاه ورزشی الخور، باشگاه ورزشی العربی قطر، باشگاه فوتبال الشعب امارات، و باشگاه ورزشی المحرق اشاره کرد.
وی همچنین در تیم ملی فوتبال بحرین بازی کرده‌است.